# Sindrome itai-itai

Cadmio

La sindrome itai-itai (イタイイタイ病?, itai-itai byō, lett. "sindrome ahi-ahi") è il nome dato all'avvelenamento di massa causato dal cadmio avvenuta nella prefettura di Toyama, in Giappone, all'incirca nel 1912. L'avvelenamento da cadmio causò una grave fragilità nelle ossa e cedimenti renali nei soggetti avvelenati. La sindrome è stata battezzata in questo modo dagli abitanti locali a causa dei forti dolori (痛い? itai in giapponese significa appunto "doloroso") che causava alle ossa e alla spina dorsale. Il cadmio fu rilasciato nei fiumi dalle compagnie minerarie della vicina montagna, che furono denunciate e successivamente condannate per questa ragione. La sindrome itai-itai è anche conosciuta come una delle quattro grandi malattie da inquinamento del Giappone.

## Cause
La sindrome itai-itai fu causata da un avvelenamento da cadmio, in seguito alle attività minerarie nella prefettura di Toyama. Le prime testimonianze delle attività minerarie per l'estrazione dell'oro datano gli inizi dei lavori al 1710. Un'attività mineraria regolare per l'estrazione dell'argento iniziò nel 1589, seguita dopo poco dall'estrazione di piombo, rame e zinco. L'aumento di domanda per materiali grezzi durante la guerra russo-giapponese e la prima guerra mondiale, così come l'importazione di nuove tecnologie minerarie dall'Europa, permisero l'aumento della produzione delle miniere, ponendo quelle del Kamioka, a Toyama, tra le più grandi al mondo. La produzione aumentò ancora di più durante la seconda guerra mondiale. A partire dal 1910, fino al 1945, il cadmio fu rilasciato in quantità significative dalle attività estrattive; la sindrome fece la sua prima apparizione nel 1912. Precedentemente alla seconda guerra mondiale, per soddisfare la crescente domanda in tempo di guerra, l'attività estrattiva della miniera aumentò sotto il controllo della Mitsui Mining & Smelting Co. Ltd. Ciò causò di conseguenza l'innalzamento dei livelli di inquinamento del vicino fiume Jinzū e dei suoi affluenti. Il fiume veniva usato principalmente per l'irrigazione dei campi di riso, ma era sfruttato anche dalla popolazione per bere, lavare e pescare.
A causa dell'avvelenamento da cadmio i pesci del fiume iniziarono a morire, e le risaie irrigate con l'acqua contaminata non crescevano bene. Il cadmio e altri metalli pesanti si accumularono sul fondo del fiume e nelle sue acque. L'acqua contaminata usata per irrigare veniva assorbita insieme ai metalli e, in particolar modo il cadmio, si trasferiva dalle piante di riso alle persone che se ne cibavano, accumulandosi nei loro corpi.

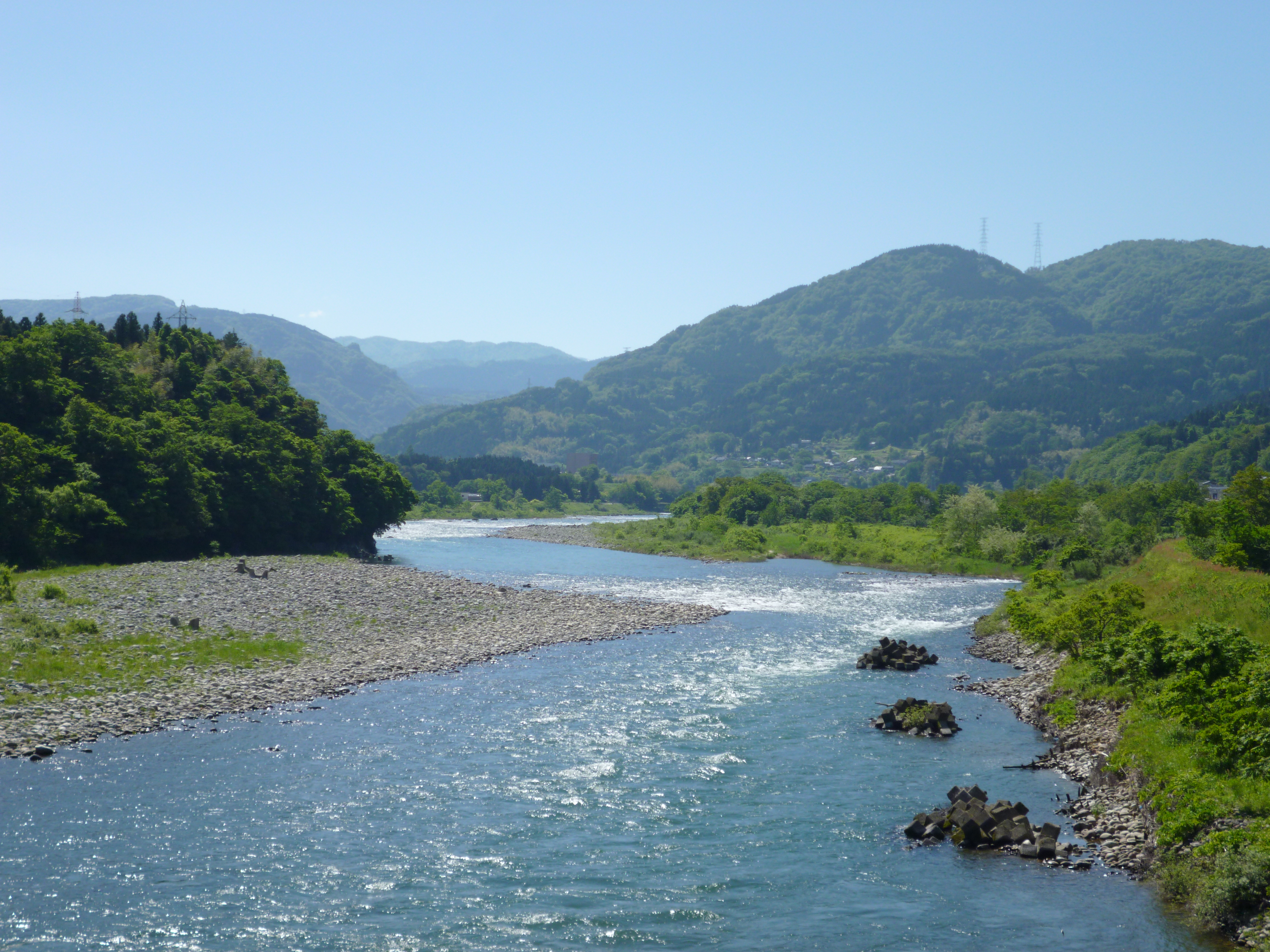
Veduta aerea del fiume

Quando la popolazione iniziò ad accusare dell'inquinamento la Mitsui Mining and Smelting, la compagnia costruì allora un bacino per contenere l'acqua dalla miniera, ma i lavori risultarono essere insuffucienti e tardivi, in quanto l'incidenza della sindrome era ormai fuori controllo. La causa della sindrome non era ancora ben compresa, tanto che fino al 1946 si pensava che fosse una semplice malattia regionale o un tipo di infezione batterica.
I test medici per cercare la causa della sindrome iniziarono negli anni quaranta e cinquanta. Inizialmente si pensò a un avvelenamento da piombo, dato dall'attività di estrazione di piombo a monte. Solo nel 1955 il Dr. Hagino e i suoi colleghi sospettarono il cadmio come possibile colpevole della sindrome. La prefettura di Toyama iniziò nel 1961 un'indagine, determinando che il sito estrattivo sul Kamioka della Mitsui Mining and Smelting fosse la causa dell'inquinamento da cadmio e che la zona maggiormente colpita dalla sindrome fosse 30 km a valle della miniera. Nel 1968 il ministro della salute giapponese rilasciò una dichiarazione sui sintomi della sindrome itai-itai causata dall'avvelenamento da cadmio.
La riduzione dei livelli di cadmio nella fornitura idrica ha ridotto fortemente il numero di nuove vittime di questa malattia. Non si sono registrati nuove vittime dal 1946. Anche se i casi con i sintomi peggiori si sono verificati nella prefettura di Toyama, il governo giapponese ha trovato vittime anche in altre cinque prefetture.
La miniera è ancora attiva e i livelli di inquinamento da cadmio rimangono alti, anche se una migliore nutrizione e una migliore cura sanitaria ha ridotto i casi di Itai-itai.

## Sintomi
Uno dei principali effetti dell'avvelenamento da cadmio è l'indebolimento e la fragilità delle ossa. È comune il dolore a gambe e spina dorsale e la disbasia dalla deformazione di ossa causate dal cadmio. Il dolore infine diventa debilitante, con fratture sempre più comuni mano a mano che le ossa si indeboliscono. Altre complicazioni includono tosse, anemia e insufficienza renale che porta alla morte.
È stata osservata una marcata prevalenza della sindrome nelle donne in menopausa; la causa di questo fenomeno non è completamente chiaro ed è ancora in fase di studio. Le ricerche correnti si sono incentrate sulla malnutrizione e su un cattivo metabolismo del calcio in relazione all'età delle donne.
Recenti studi su animali hanno mostrato come il solo avvelenamento da cadmio non sia sufficiente a provocare tutti i sintomi della sindrome itai-itai. Questi studi indicano come fattore chiave della sindrome il danno, fatto dal cadmio, ai mitocondri delle cellule renali.

## Azioni legali
Ventinove querelanti, tra cui nove vittime e venti membri delle famiglie di vittime, citarono in giudizio la Mitsui Mining and Smelting Co. nella prefettura di Toyama nel 1968. Nel giugno del 1971 la corte dichiarò colpevole la Mitsui Mining and Smelting Co. Subito dopo la compagnia ricorse in appello alla corte distrettuale di Nagoya, ma l'appello fu respinto nell'agosto 1972. La Mitsui Mining and Smelting Co. accettò di pagare le cure mediche alle vittime, di finanziare il controllo e il monitoraggio delle acque fatto dai cittadini e di pagare dei risarcimenti alle vittime di questa sindrome.
Le persone che si consideravano vittima della sindrome itai-itai dovevano contattare il ministero della salute giapponese per far valutare le proprie richieste. Molte vittime non furono soddisfatte dalle azioni del governo e richiesero un cambiamento delle procedure ufficiali. Questo costrinse il governo a rivedere i criteri per riconoscere legalmente una vittima; il governo rivalutò anche il trattamento della malattia.
Una persona si considera malata di itai-itai se vive in aree contaminate, ha disfunzioni renali, indebolimento delle ossa, ma non problemi cardiaci correlati. Sono state legalmente riconosciute 184 vittime dal 1967, di cui 54 riconosciute nel periodo 1980-2000. Altre 388 persone sono state identificate come potenziali vittime della sindrome, ma non sono ancora state esaminate ufficialmente. Quindici vittime sono ancora vive.

## Costi economici
L'inquinamento da cadmio ha contaminato molte aree agricole. L'inquinamento da metalli pesanti influenzò molte aree del Giappone e come risultato, nel 1970, fu emanata la Legge di Prevenzione della Contaminazione del Suolo nelle Aree Agricole. Questa legge prevedeva l'interruzione delle semine e delle piantagioni per rendere possibile il ripristino del suolo nelle aree in cui la concentrazione superava 1 ppm. L'ispezione del suolo nella prefettura di Toyama cominciò nel 1971 e al 1977 1.500 ettari di terreno agricolo, vicino al fiume Jinzū, furono indicati per il ripristino del terreno. Gli agricoltori furono risarciti della perdita delle semine e dalla perdita della produzione dalla Mitsui Mining and Smelting, dalla prefettura di Toyama e dal governo nazionale. Nel 1992 solo 400 ettari rimangono contaminati.
Nel 1992 la spesa media annuale per il risarcimento sanitario fu di 743 milioni di yen. Il danno agricolo fu risarcito con 1,75 miliardi di yen all'anno, o un totale annuale di 2,518 miliardi di yen. Altri 620 milioni di yen sono stati investiti annualmente per ridurre ulteriormente l'inquinamento del fiume.
Il 17 marzo 2012 gli ufficiali hanno concluso il progetto di pulizia delle aree contaminate dal cadmio nel bacino di Jinzū. 863 ettari di terriccio sono stati sostituiti dall'inizio della pulizia nel 1979 al costo totale di 40,7 miliardi di yen. Il progetto è stato finanziato dal governo nazionale, dalla Mitsui Mining e dal governo prefetturale di Toyama e Gifu.